# ダツィ料理
ダツィ料理（ダツィりょうり）とは、ブータン料理のうち、ダツィ（チーズ）を使った料理の総称。エマダツィやケワダツィなど多くのバリエーションがあり、ブータン赤米のご飯と一緒に食べられることが多い。ダチ料理ともいう。

## エマダツィ
エマダツィ（ゾンカ語: ཨེ་མ་དར་ཚིལ་）とは唐辛子（エマ）とチーズ（ダツィ）などを煮込んだ、シチューに似た料理である。ご飯にかけたり、ご飯を入れたりして食べる。ブータンでは国民食のような料理で、1日3食エマダツィだと言うブータン人も少なからず存在する。
作り方は、唐辛子を火にかけ、少量の水とチーズを入れて煮たあと、トマトやニンニクなどを自分の好みで入れてさらに煮る。タマネギなども具に使われる。
ブータンでは唐辛子は香辛料として使うのではなく、野菜として食べる。唐辛子が伝来する前は山椒などを使っていた。この料理を含め、ブータン料理は「世界一辛い料理」と表現されることもある。外国人向けホテルでは辛みがあまりないものを販売している。

## ケワダツィ
ケワダツィは芋（特にジャガイモ）とチーズの煮込みである。ケワは、ゾンカ語で芋を意味する。唐辛子を主たる具とするエマダツィに比べて、辛さは控えめである。
ブータンのあまり肥沃ではない国土に合うジャガイモが伝統的に栽培されてきたことが、このような料理が生まれたひとつの理由だとも言える。